# Diecezja Batouri
Diecezja Batouri (łac. Diœcesis Baturiensis) – diecezja rzymskokatolicka w Kamerunie. Diecezja erygowana została w 1994.

## Główne świątynie
- Katedra: Katedra Matki Bożej Niepokalanie Poczętej w Batouri

## Biskupi diecezjalni
- Bp Roger Pirenne (1994–1999)
- Bp Samuel Kleda (2000–2007)
- Bp Faustin Ambassa Ndjodo (2009–2016)
- Bp Marcellin-Marie Ndabnyemb (od 2018)